# Moros (Dinosaurier)
Moros war eine Tyrannosauroiden-Gattung, die in der oberen Kreidezeit auf dem Gebiet der heutigen USA vorkam. Einzige Art ist Moros intrepidus.

## Beschreibung
Moros intrepidus ist durch zwei Exemplare bekannt: Der Holotyp (NCSM 33392) wird gebildet durch ein rechtes Hinterbein. Erhalten sind der Oberschenkelknochen, der Unterschenkelknochen, der zweite und vierte Mittelfußknochen sowie der dritten und vierten Phalanx der vierten Zehe. Seine Schädellänge wird auf 352 mm geschätzt, seine Hinterbeinlänge auf 1,2 m und seine Körpermasse auf 78 kg.
Eine histologische Analyse zeigt, dass das Exemplar zum Todeszeitpunkt nur langsam wuchs. Daraus folgt, dass das Individuum dem errechneten Erwachsenenalter von 6–7 Jahren nahekam. Größere Tyrannosauroiden unterliefen bei selbem Alter exponentielles Wachstum.
Die Fußknochen sind sehr schmal. Ihre Proportionen ähneln eher denen von Ornithomimiden als denen anderer Tyrannosauroiden, was auf besondere Anpassungen zum Laufen hindeutet.
Zwei Paratypen (NCSM 33393 und NCSM 33276) sind nur durch isolierte Zähne bekannt. Die berechnete Schädellänge von ersterem beträgt 309 mm.

## Name
Der Gattungsname bezieht sich auf den griechischen Gott Moros (altgriechisch Μόρος Móros, deutsch ‚Schicksal, Verhängnis‘), der die Verkörperung nahenden Unheils ist. Das nahende Unheil sind in diesem Fall die Tyrannosauroiden, deren Ankunft auf dem nordamerikanischen Kontinent Moros verkörpert. Der Artname kommt vom lateinischen Wort intrepidus ‚furchtlos‘, was sich auf die vermutete intrakontinentale Verbreitung von Moros und seinen Verwandten zu dieser Zeit bezieht.

## Systematik
Vor der Entdeckung von Moros herrschte eine 70 Millionen Jahre andauernde Lücke im Fossilbericht der Tyrannosauroidea. Die ältesten unumstrittenen Funde von Tyrannosauroiden in Nordamerika waren zuvor ungefähr 81 Millionen Jahre alt. Moros verschiebt den Ursprung dieser Gruppe auf dem Kontinent also um ungefähr 15 Millionen Jahre.
Laut einer phylogenetischen Analyse aus der Erstbeschreibung war Moros nahe verwandt mit Taxa wie Xiongguanlong, welche Asien während der mittleren Kreidezeit bewohnten. Die Analyse unterstützt die Hypothese, dass Tyrannosauroiden vor dem Cenomanium aus Asien nach Nordamerika eingewandert sind und dort als kleine und flinke Räuber im Schatten der Allosauroiden lebten. Erst als diese ausstarben, konnten sich die Tyrannosaurier zu Spitzenprädatoren entwickeln.